# Squaliolus laticaudus
Lo squalo pigmeo spinoso (Squaliolus laticaudus Smith & Radcliffe, 1912), è uno squalo della famiglia dei Dalatiidae che vive praticamente su tutto il globo tra i 48° N ed i 40° S di latitudine, e tra i 200 ed i 1200 metri di profondità.

## Aspetto
Lo squalo pigmeo non supera lunghezze di circa 22 cm. La colorazione è scura, se si eccettua il bordo delle pinne che è più chiaro, di un colore luminoso.
Questa specie di dimensioni ridotte, ha degli occhi molto grandi (il loro diametro rappresenta dal 73 all'86% della larghezza interorbitale). Essa rappresenta l'olotipo del suo genere, che ha le seguenti caratteristiche distintive: spina nella prima pinna dorsale, ma non nella seconda; base della seconda pinna dorsale lunga almeno il doppio di quella della prima pinna dorsale; base della prima pinna dorsale più vicina alle pinne pettorali che alle pinne pelviche; pinna caudale simmetrica, a forma di pagaia, con una tacca subterminale. Il corpo ha l'aspetto di un sigaro, con un muso molto lungo e ingrossato, ma appuntito. La bocca è ventrale con labbra sottili e denti molto differenti tra una mascella e l'altra. Sulla superiore sono più piccoli, ruvidi ed eretti, sull'inferiore sono più larghi, taglienti e semi-eretti.

## Comportamento e dieta
Si tratta di una specie oceanica, con un areale molto vasto, che vive nei mari tropicali nei pressi di masse continentali o insulari, a volte sulla piattaforma continentale, ma generalmente sui pendii. Compie delle migrazioni verticali durante la giornata: vive sul fondo di giorno e risale fino a 200 m di profondità durante la notte. Si nutre di calamari, Myctophidae (pesci lanterna), Gonostomatidae e Idiacanthidae e probabilmente insegue le prede durante le migrazioni verticali. 
Ha dei fotofori ben sviluppati che coprono la parte ventrale del corpo, e più raramente si trovano sui fianchi e sul dorso.

## Riproduzione
La riproduzione è ovovivipara.